# Armando Manzo
Armando Manzo (16 de outubro de 1958) é um ex-futebolista mexicano que competiu na Copa do Mundo FIFA de 1986.